# Туристичка организација Кладово
| Туристичка организација Кладово |                                |
|                                 |                                |
| Оснивач:                        | Општина Кладово                |
| Основана:                       |                                |
| Седиште:                        | Дунавска 16а, · Кладово Србија |
| Веб презентација                | ТО Кладово                     |
| Контакт:                        | 019/801-690                    |

Туристичка организација Кладово је једна од јавних установа општине Кладово.